# Веркер, Джон, 5-й виконт Горт
Джон Гейдж Прендергаст Верекер, 5-й виконт Горт (англ. John Gage Prendergast Vereker, 5th Viscount Gort; 28 января 1849 — 15 августа 1902) — англо-ирландский пэр, землевладелец и армейский офицер.

## Биография
Родился 28 января 1849 года. Старший сын Стэндиша Верекера, 4-го виконта Горта (1819—1900), и его жены Кэролайн Харриет Гейдж (1823—1888), дочери Генри Холла Гейджа, 4-го виконта Гейджа.
Он получил образование в Харроу и поступил на службу в Королевскую артиллерию, где дослужился до капитана в 4-й бригаде Южно-Ирландской дивизии.
В 1879 году он исполнял обязанности британского консула в Шербуре. После возвращения в Великобританию он был мировым судьей графства Дарем и острова Уайт, где в 1895 году отец оставил ему замок Ист-Каус. Замок был построен архитектором Джоном Нэшем как его собственный дом и был завершен в 1800 году. Он был унаследован 4-м виконтом Гортом от его мачехи, чей первый муж Джордж Тюдор купил его как семейный дом.
Джон Верекер проявлял большой интерес к научным и политическим вопросам, особенно к религиозным и образовательным аспектам политической жизни, и в течение многих лет был председателем Комитета по защите церкви епархии Дарема.
9 января 1900 года после смерти своего отца Джон Верекер унаследовал титулы 5-го виконта Горта в графстве Голуэй и 5-го барона Килтартона из Горта в графстве Голуэй.
15 августа 1902 года 53-летний лорд Горт скончался в Хомбурге. Его останки были захоронены на церковном кладбище прихода Ист-Каус 23 августа 1902 года.

## Семья
28 января 1885 года Джон Верекер женился на Элеоноре Сёртис (? — 28 февраля 1933), дочери Роберта Смита Сёртиса (1805—1864) от его жены Элизабет Джейн Фенвик. После своей смерти Сёртис оставил своей дочери Элеоноре Хамстерли-холл, графство Дарем. У лорда и леди Горт было двое сыновей, которые оба унаследовали титул:
- Джон Верекер, 6-й виконт Горт (10 июля 1886 — 31 марта 1946), старший сын и преемник отца
- Стэндиш Верекер, 7-й виконт Горт (12 февраля 1888 — 21 мая 1975).

Леди Горт продолжала жить в замке Ист-Коус после смерти мужа и снова вышла замуж в 1907 году за полковника Старлинга Мо Бенсона (? — 1933).